# HD 195692
HD 195692，又名BD+25 4272，SAO 88808、HR 7849，是一颗恒星，视星等为6.34，位于銀經67.51，銀緯-8.15，其B1900.0坐标为赤經20h 27m 41.4s，赤緯+25° -8.15′ 1″。